# Moreno Hofland
Moreno Hofland (ur. 31 sierpnia 1991 w Roosendaal) – holenderski kolarz szosowy.
Największym sukcesem kolarza jest zwycięstwo w wyścigu Tour of Hainan w 2013 roku.

## Najważniejsze osiągnięcia
2011
- 1. miejsce na 1. etapie Tour de l’Avenir
- 1. miejsce na 2. i 4. etapie Kreiz Breizh Elites
- 1. miejsce na 3. etapie Vuelta Ciclista a León

2012
- 1. miejsce na 2. etapie Tour de l’Avenir
- 1. miejsce w mistrzostwach Holandii (do lat 23, start wspólny)
- 1. miejsce na 4. etapie Kreiz Breizh Elites

2013
- 1. miejsce w Tour of Hainan
  - 1. miejsce na 1., 6. i 8. etapie

2014
- 1. miejsce na 4. etapie Vuelta a Andalucia Ruta Ciclista Del Sol
- 1. miejsce na 2. etapie Paryż-Nicea
- 1. miejsce w Hel van het Mergelland
- 1. miejsce na 1. i 3. etapie Tour of Utah
- 1. miejsce na 1. etapie Tour of Hainan
- 2. miejsce w Kuurne-Bruksela-Kuurne

2015
- 1. miejsce na 2. etapie Tour de Yorkshire
- 3. miejsce w Ster ZLM Toer
  - 1. miejsce na 3. etapie

2017
- 3. miejsce w mistrzostwach Europy (start wspólny)
- 1. miejsce w Famenne Ardenne Classic

2019
- 2. miejsce w mistrzostwach Holandii (start wspólny)